# Новосёловка (Петропавловский район)
Новосёловка (укр. Новоселівка) — село,
Украинский сельский совет,
Петропавловский район,
Днепропетровская область,
Украина.
Код КОАТУУ — 1223886006. Население по переписи 2001 года составляло 267 человек.

## Географическое положение
Село Новосёловка находится на левом берегу реки Сухой Бычок,
выше по течению на расстоянии в 0,5 км расположено село Зелёный Гай,
ниже по течению на расстоянии в 5 км расположено село Самарское,
на противоположном берегу — посёлок Украинское.